# (36297) 2000 JM5
2000 JM5 (asteroide 36297) é um asteroide da cintura principal. Possui uma excentricidade de 0.22602050 e uma inclinação de 2.73095º.
Este asteroide foi descoberto no dia 5 de maio de 2000 por Paul G. Comba em Prescott.